# Wahlkreis Mitte 4
Der Wahlkreis Mitte 4 ist ein Abgeordnetenhauswahlkreis in Berlin. Er gehört zum Wahlkreisverband Mitte und umfasst vom Ortsteil Moabit das Gebiet nördlich der Linie Huttenstraße–Turmstraße–Perleberger Straße und vom Ortsteil Wedding das Gebiet südlich der Seestraße und westlich der Müllerstraße.

## Abgeordnetenhauswahl 2023
Bei der Wahl zum Abgeordnetenhaus von Berlin 2023 traten folgende Kandidaten an:
| Name                    | Partei           | Anteil der Erststimmen | Anteil der Zweitstimmen |
| ----------------------- | ---------------- | ---------------------- | ----------------------- |
| Taylan Kurt             | Grüne            | 40,1 %                 | 34,3 %                  |
| Stephan Rauhut          | Die Linke        | 17,5 %                 | 16,8 %                  |
| Christiane Holm         | CDU              | 15,8 %                 | 15,6 %                  |
| Daniel Bussenius        | SPD              | 14,2 %                 | 14,7 %                  |
| Kai Borrmann            | AfD              | 04,4 %                 | 04,6 %                  |
| Nikoline Hansen         | FDP              | 03,4 %                 | 03,8 %                  |
| Martin Pohlmann         | Die PARTEI       | 02,7 %                 | 01,9 %                  |
| Ingo Turtenwald         | dieBasis         | 00,7 %                 | 00,5 %                  |
| Sigrid Werner           | Die Frauen       | 00,7 %                 | 0–                      |
| Daniel Schönherr        | ÖDP              | 00,3 %                 | 00,2 %                  |
| Lorenz Buschbeck        | Republikaner     | 00,1 %                 | 0–                      |
| –                       | Tierschutzpartei | 0–                     | 02,0 %                  |
| –                       | Volt             | –                      | 01,7 %                  |
| –                       | Sonstige         | –                      | 03,9 %                  |
| Wahlberechtigte: 28.924 |                  |                        |                         |
| Wahlbeteiligung: 59,4 % |                  |                        |                         |

## Abgeordnetenhauswahl 2021
Bei der im Nachhinein für ungültig erklärten Wahl zum Abgeordnetenhaus von Berlin 2021 traten folgende Kandidaten an:
| Name                    | Partei            | Anteil der Erststimmen | Anteil der Zweitstimmen |
| ----------------------- | ----------------- | ---------------------- | ----------------------- |
| Taylan Kurt             | Grüne             | 36,9 %                 | 32,3 %                  |
| Stephan Rauhut          | Die Linke         | 18,2 %                 | 18,2 %                  |
| Daniel Bussenius        | SPD               | 18,0 %                 | 16,7 %                  |
| Christiane Holm         | CDU               | 09,6 %                 | 09,2 %                  |
| Nikoline Hansen         | FDP               | 05,3 %                 | 05,5 %                  |
| Kai Borrmann            | AfD               | 04,1 %                 | 04,0 %                  |
| Martin Pohlmann         | Die PARTEI        | 02,9 %                 | 02,4 %                  |
| Georg Tsambasis         | Tierschutzpartei  | 02,4 %                 | 01,7 %                  |
| Ingo Turtenwald         | dieBasis          | 01,6 %                 | 01,2 %                  |
| Sigrid Werner           | Die Frauen        | 00,6 %                 | 0–                      |
| Daniel Schönherr        | ÖDP               | 00,3 %                 | 00,1 %                  |
| Lorenz Buschbeck        | Republikaner      | 00,1 %                 | 0–                      |
| –                       | Team Todenhöfer   | –                      | 02,5 %                  |
| –                       | Volt              | –                      | 01,7 %                  |
| –                       | Klimaliste Berlin | –                      | 01,1 %                  |
| –                       | Sonstige          | –                      | 03,4 %                  |
| Wahlberechtigte: 28.986 |                   |                        |                         |
| Wahlbeteiligung: 74,4 % |                   |                        |                         |

## Abgeordnetenhauswahl 2016
Bei der Wahl zum Abgeordnetenhaus von Berlin 2016 traten folgende Kandidaten an:
| Name                              | Partei           | Anteil der Erststimmen | Anteil der Zweitstimmen |
| --------------------------------- | ---------------- | ---------------------- | ----------------------- |
| Marc Urbatsch                     | Grüne            | 24,2 %                 | 25,7 %                  |
| Andreas Wiedermann                | SPD              | 23,7 %                 | 21,4 %                  |
| Stephan Rauhut                    | Die Linke        | 19,1 %                 | 16,8 %                  |
| Florian Nöll                      | CDU              | 11,8 %                 | 11,6 %                  |
| Beate Prömm                       | AfD              | 08,4 %                 | 08,3 %                  |
| Felix Hemmer                      | FDP              | 04,3 %                 | 05,2 %                  |
| Lea Friedel                       | Die PARTEI       | 03,4 %                 | 03,7 %                  |
| Lea Frings                        | Piraten          | 02,9 %                 | 03,0 %                  |
| İlkin Özışık                      | Einzelbewerber   | 01,7 %                 | 0–                      |
| Jan Blonstein                     | Die Violetten    | 00,5 %                 | 00,4 %                  |
| –                                 | Tierschutzpartei | 0–                     | 01,8 %                  |
| –                                 | Sonstige         | 0–                     | 02,1 %                  |
| Wahlberechtigte: 29.869 Einwohner |                  |                        |                         |
| Wahlbeteiligung: 62,5 %           |                  |                        |                         |

## Abgeordnetenhauswahl 2011
Bei der Wahl zum Abgeordnetenhaus von Berlin 2011 traten folgende Kandidaten an:
| Name                              | Partei                  | Anteil der Erststimmen | Anteil der Zweitstimmen |
| --------------------------------- | ----------------------- | ---------------------- | ----------------------- |
| İlkin Özışık                      | SPD                     | 29,2 %                 | 27,6 %                  |
| Martin Beck                       | Grüne                   | 28,8 %                 | 26,8 %                  |
| Volker Liepelt                    | CDU                     | 17,0 %                 | 15,1 %                  |
| David Kirchner                    | Piraten                 | 12,7 %                 | 13,6 %                  |
| Kadriye Karcı                     | Die Linke               | 06,5 %                 | 07,0 %                  |
| Harald Bensen                     | Pro Deutschland         | 02,0 %                 | 01,0 %                  |
| Bekir Durak                       | BIG                     | 01,5 %                 | 01,5 %                  |
| Kurt Lehner                       | FDP                     | 01,4 %                 | 01,4 %                  |
| Noreen Drechsler                  | Bürgerbestimmtes Berlin | 00,9 %                 | 0–                      |
| –                                 | Tierschutzpartei        | –                      | 01,5 %                  |
| –                                 | Die PARTEI              | –                      | 01,4 %                  |
| –                                 | NPD                     | 0–                     | 01,3 %                  |
| –                                 | Sonstige                | –                      | 01,8 %                  |
| Wahlberechtigte: 33.861 Einwohner |                         |                        |                         |
| Wahlbeteiligung: 53,8 %           |                         |                        |                         |

## Abgeordnetenhauswahl 2006
Bei der Wahl zum Abgeordnetenhaus von Berlin 2006 traten folgende Kandidaten an:
| Name                              | Partei         | Anteil der Erststimmen |
| --------------------------------- | -------------- | ---------------------- |
| Jutta Leder                       | SPD            | 38,9 %                 |
| Volker Liepelt                    | CDU            | 18,4 %                 |
| Anja Schillhaneck                 | Grüne          | 17,6 %                 |
| Wolfgang Krüger                   | Die Linke      | 06,5 %                 |
| Kurt-Markus Lehner                | FDP            | 05,8 %                 |
| Sven Korzilius                    | WASG           | 05,6 %                 |
| Ali Kamburoglu                    | Einzelbewerber | 03,9 %                 |
| Dieter Heimburger                 | REP            | 03,0 %                 |
| Uwe Peters                        | BüSo           | 00,4 %                 |
| Wahlberechtigte: 31.053 Einwohner |                |                        |
| Wahlbeteiligung: 52,1 %           |                |                        |

## Bisherige Abgeordnete
Da der Wahlkreis erst seit 2006 in der heutigen Form besteht, ist die Angabe bisheriger Abgeordneter erst seitdem möglich. 
| Jahr | Name          | Partei | Anteil der Erststimmen |
| ---- | ------------- | ------ | ---------------------- |
| 2023 | Taylan Kurt   | Grüne  | 40,1 %                 |
| 2021 | Taylan Kurt   | Grüne  | 36,9 %                 |
| 2016 | Marc Urbatsch | Grüne  | 24,2 %                 |
| 2011 | İlkin Özışık  | SPD    | 29,2 %                 |
| 2006 | Jutta Leder   | SPD    | 38,9 %                 |